# Commandant des Forces armées libanaises

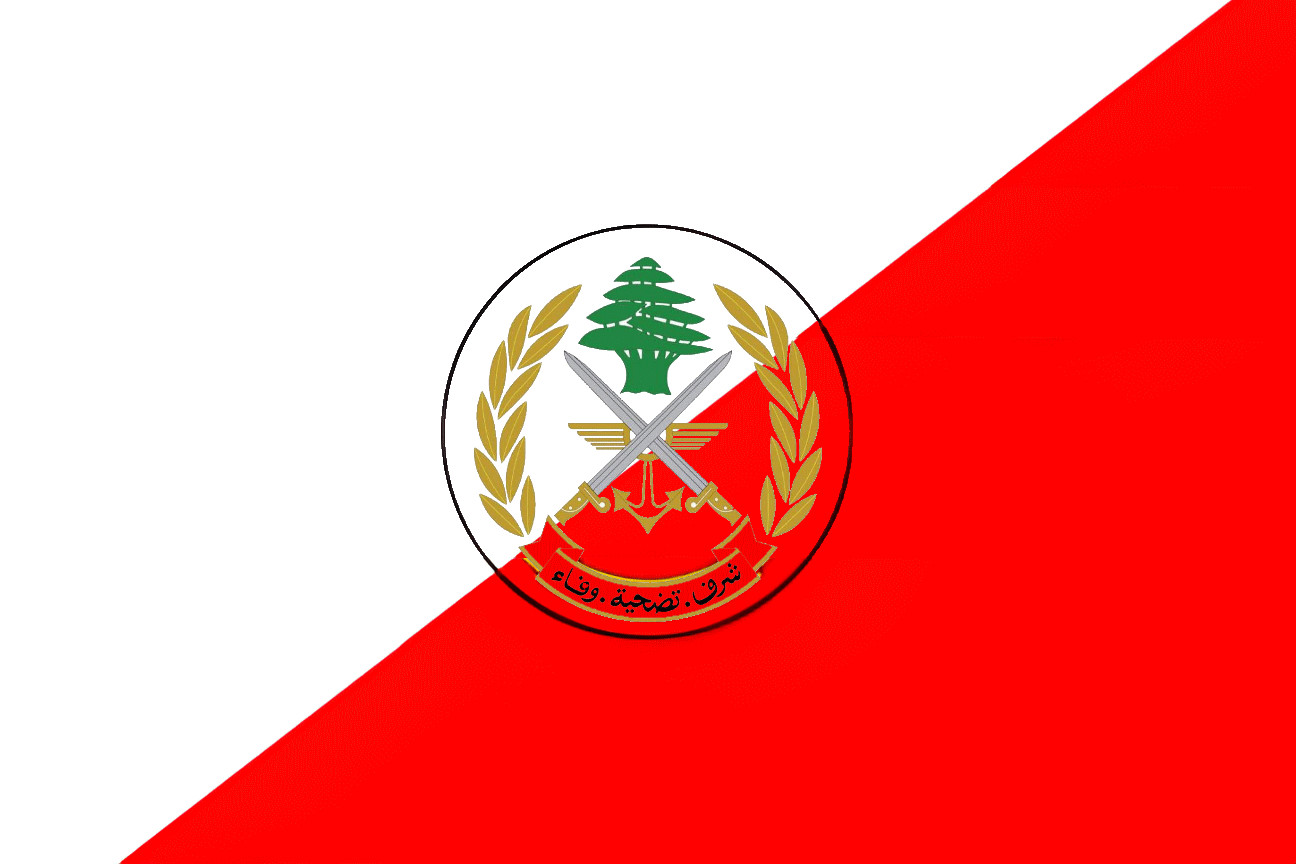
Drapeau des Forces armées libanaises

Le président de la République libanaise, de par la Constitution, est le commandant en chef des Forces armées libanaises depuis l'indépendance du pays en 1945. Le commandement opérationnel revient au Commandant des Forces armées. Cinq de ses titulaires sont devenus président de la République par la suite : Fouad Chéhab (1958-1964), Émile Lahoud (1998-2007), Michel Sleiman (2008-2014), Michel Aoun (2016-2022) et Joseph Aoun (2025-…).

## Liste des commandants des Forces armées
- Fouad Chéhab 	: 01/08/1945 - 22/9/1958
- Toufic Salem 	: 09/10/1958 - 31/01/1959
- Adel Shehab 	: 01/02/1959 - 30/06/1965
- Emile Boustany (en) 	: 01/07/1965 - 06/01/1970
- Jean Njeim (en) 	: 07/01/1970 - 24/07/1971
- Iskandar Ghanem (nl) : 25/07/1971 - 09/09/1975
- Hanna Saïd 	: 10/09/1975 - 27/03/1977
- Victor Khoury (en) 	: 28/03/1977 - 07/12/1982
- Ibrahim Tannous : 08/12/1982 - 22/06/1984
- Michel Aoun 	: 23/06/1984 - 27/11/1989
- Émile Lahoud 	: 28/11/1989 - 23/11/1998
- Michel Sleiman : 21/12/1998 - 26/05/2008
- Jean Kahwagi (en) : 29/08/2008 - 07/03/2017
- Joseph Aoun	: 08/03/2017 - 09/01/2025
- Rodolph Haykal (en) : 13/03/2025 -...